# Het is hier autistisch!
Het is hier autistisch! is een Nederlands televisieprogramma dat in 2017 en 2018 door BNN (vanaf 2018 BNNVARA) werd uitgezonden op NPO 3. De presentatie was in handen van Filemon Wesselink.

## Het programma
In dit medische televisieprogramma gaat presentator Filemon Wesselink in vier afleveringen op onderzoek in de wereld van autisme. Daarvoor loopt hij mee in het dagelijks leven van verschillende autistische mensen om een beeld te krijgen van hoe het is om met autisme te leven. Tevens bezoekt hij diverse psychiatrische instellingen waar mensen met autisme begeleid worden en spreekt hij deskundigen. In de serie heeft hij het niet alleen over deze diagnose in het algemeen, maar legt hij ook zijn eigen diagnosetraject vast. Aan het begin van de serie gaf hij aan al langer te vermoeden dat hij zelf autistisch is. In de laatste aflevering kreeg hij inderdaad de diagnose. Begin 2018 begon een tweede seizoen, waarin Wesselink mensen met autisme portretteerde in nog vier afleveringen.